# Christian Bassedas
Christian Gustavo Bassedas (Buenos Aires, 16 de febrer de 1973) és un exfutbolista argentí, que ocupava la posició de migcampista.

## Trajectòria
Format al planter del Vélez Sársfield, fa el seu debut professional al març de 1991. Com a migcampista atacant, és peça clau de la bona època que viu el club durant la dècada dels 90, tot guanyant títols domèstics i internacionals. Ha estat l'onzè jugador que més partit ha jugat amb Vélez Sársfield.
L'any 2000 s'uneix al Newcastle United FC de la Premier League, fitxat per 3,5 milions de lliures. La temporada 01/02 és cedit al CD Tenerife, de la primera divisió espanyola.
El 2003 hi retorna al seu país, però després d'entrenar dos mesos amb Newell's Old Boys, hi decideix penjar les botes.
Després de la seua retirada, ha seguit vinculat al món del futbol. Primer ha estat comentarista a Fox Sports per a Llatinoamèrica, i a finals del 2008, es fa càrrec de la direcció esportiva del Vélez Sársfield.

## Selecció
Bassedas va disputar 22 partits amb la selecció argentina, tot marcant un gol. Va participar en la Copa Amèrica de 1997 i en la Copa Confederacions de 1995.
També va competir amb la selecció olímpica als Jocs Olímpics d'Atlanta 1996 i als Jocs Panamericans de l'any anterior, on va capitanejar el seu equip.

## Títols
Vélez Sársfield
- Primera División Argentina (4): Clausura 93, Apertura 95, Clausura 96, Clausura 98
- Copa Libertadores (1): 1994
- Copa Intercontinental (1): 1994
- Copa Interamericana (1): 1994
- Supercopa Sudamericana (1): 1996
- Recopa Sudamericana (1): 1997

Argentina
- Medalla d'or als Jocs Panamericans: 1995
- Medalla d'argent als Jocs Olímpics: Atlanta 1996